# Juelz Ventura

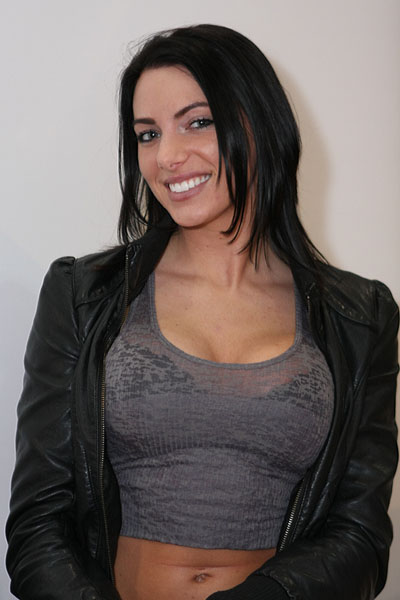
Juelz Ventura (2011)

Juelz Ventura (* 31. Juli 1987 als Shayna Lefevre in Brasília, Brasilien) ist eine US-amerikanische Pornodarstellerin.

## Werdegang
Shayna Lefevre wuchs in Oak Creek, Wisconsin auf. Sie begann um das Jahr 2008 in der Hardcorebranche zu arbeiten, um sich an ihrem Mann (Baseballspieler Bill Hall von den Milwaukee Brewers) zu rächen, da er sie betrogen hatte. Sie war von 2007 bis 2009 mit Hall verheiratet. Seitdem hat sie in Filmen folgender Studios mitgewirkt: Evil Angel, Adam & Eve, Digital Sin, Bang Productions, Elegant Angel, New Sensations, und Pure Play Media. Zudem hat sie Szenen für die Websites Brazzers, BangBros und Twistys gedreht.

## Auszeichnungen
- 2012: AVN Award für Best Oral Sex Scene in American Cocksucking Sluts 1 (mit Brooklyn Lee)
- 2012: AVN Award für Most Outrageous Sex Scene in American Cocksucking Sluts 1 (mit Brooklyn Lee)
- 2012: Inked Award als Female Performer of the Year

## Filmografie (Auswahl)
- 2009: Oil Overload 3
- 2010: Malice in Lalaland
- 2010: Official Californication Parody
- 2010: Official Big Brother Parody
- 2010: Pornstar Cribs
- 2010: Lex the Impaler 5
- 2010: Femme Core
- 2010: Baby Got Boobs 5
- 2010: Fucked on Sight 8
- 2011: Big Wet Asses 20
- 2011: Oiled Up 2
- 2011: The Bombshells 3
- 2012: Jerkoff Material 9
- 2012: Spandex Loads 5
- 2012: Xena XXX
- 2012: Red Riding Hood XXX
- 2012–2019: Tonight’s Girlfriend 8, 23, 83
- 2012: Gangbanged 5
- 2012: Big Tits at School 14
- 2012: Big Tits in Sports 9, 11
- 2013: Big Tits at Work 20
- 2013: Bra Busters 5
- 2013: This Ain’t Terminator XXX
- 2013: Inked Angels 1
- 2014: Neighbor Affair 22
- 2014: Tanlines 5
- 2014: American Whore Story (Webserie, 1 Folge)
- 2015: Lex’s Tattooed Vixens 2
- 2015: Avengers XXX 2 – A Porn Parody